# Општина Радашени (Сучава)
Радашени (рум. Rădăşeni) општина је у Румунији у округу Сучава.
Oпштина се налази на надморској висини од 371 m.